# Belval (Manica)
Belval è un comune francese di 306 abitanti situato nel dipartimento della Manica nella regione della Normandia.

## Società

### Evoluzione demografica
Abitanti censiti